# Aimé Jacquet
Aimé Jacquet, és un exfutbolista professional francès i actual entrenador d'equips de futbol. Va néixer a Sail-sous-Couzan (Departament del Loira), el 27 de novembre de 1941. Durant la seva curta trajectòria com a futbolista, va militar en dos clubs de França: AS Saint-Etienne (de 1961 a 1973) i Olympique de Lió (de 1973 a 1976), on hi feia de migcampista defensiu.
Després de la seva retirada, va dedicar el seu temps a la Direcció tècnica, arribant a dirigir la selecció del seu país, amb la qual obtingué el seu èxit més recordat: la Copa del Món de Futbol de 1998, celebrada precisament a França. Actualment, es troba allunyat de l'ambient futbolístic, del qual es va retirar després de l'obtenció del títol mundial amb la selecció francesa.

## Referències

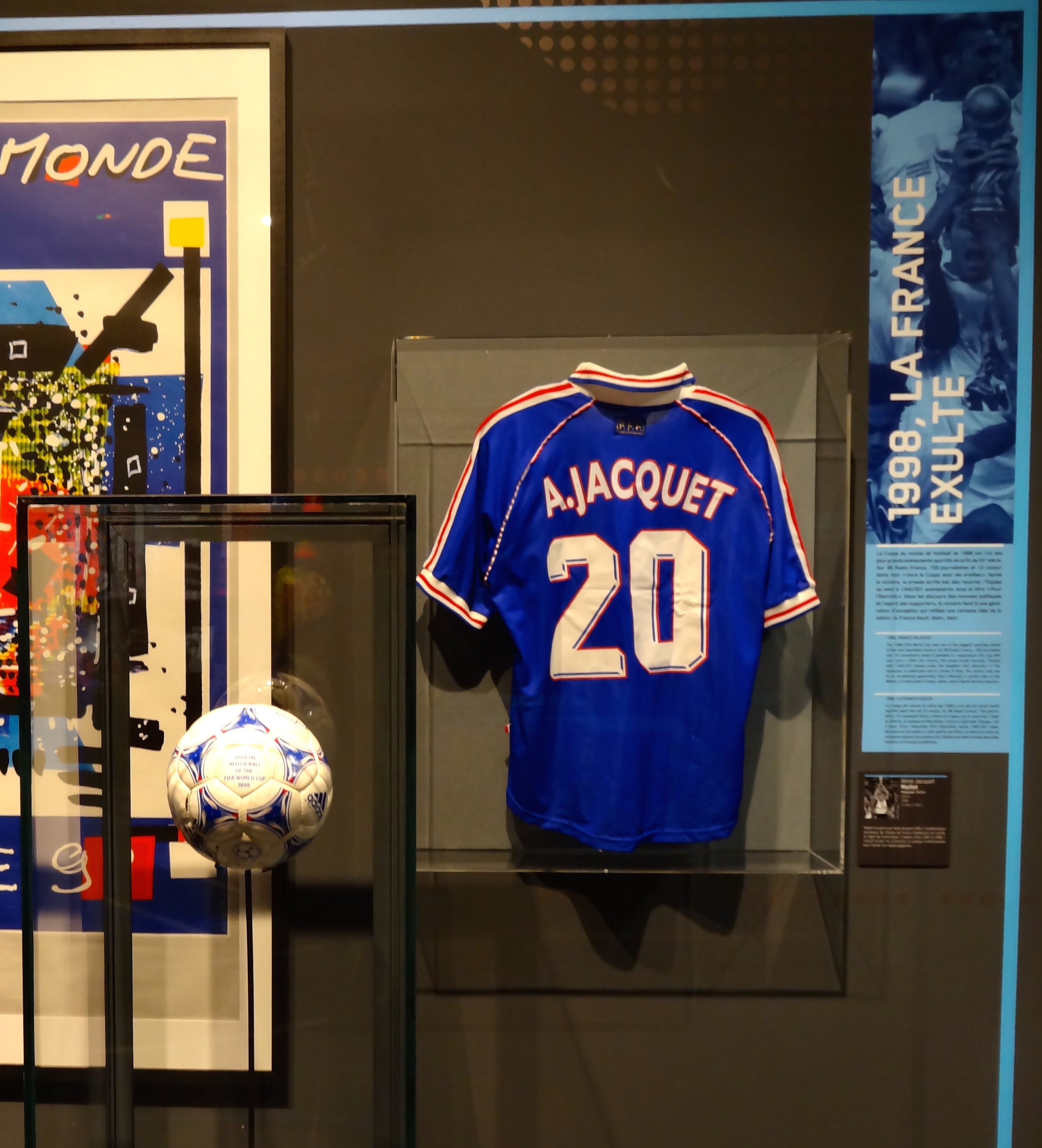
Samarreta de la selecció francesa amb el nom de Jacquet i la pilota del partit de la final del Mundial 1998, al Musée National du Sport.

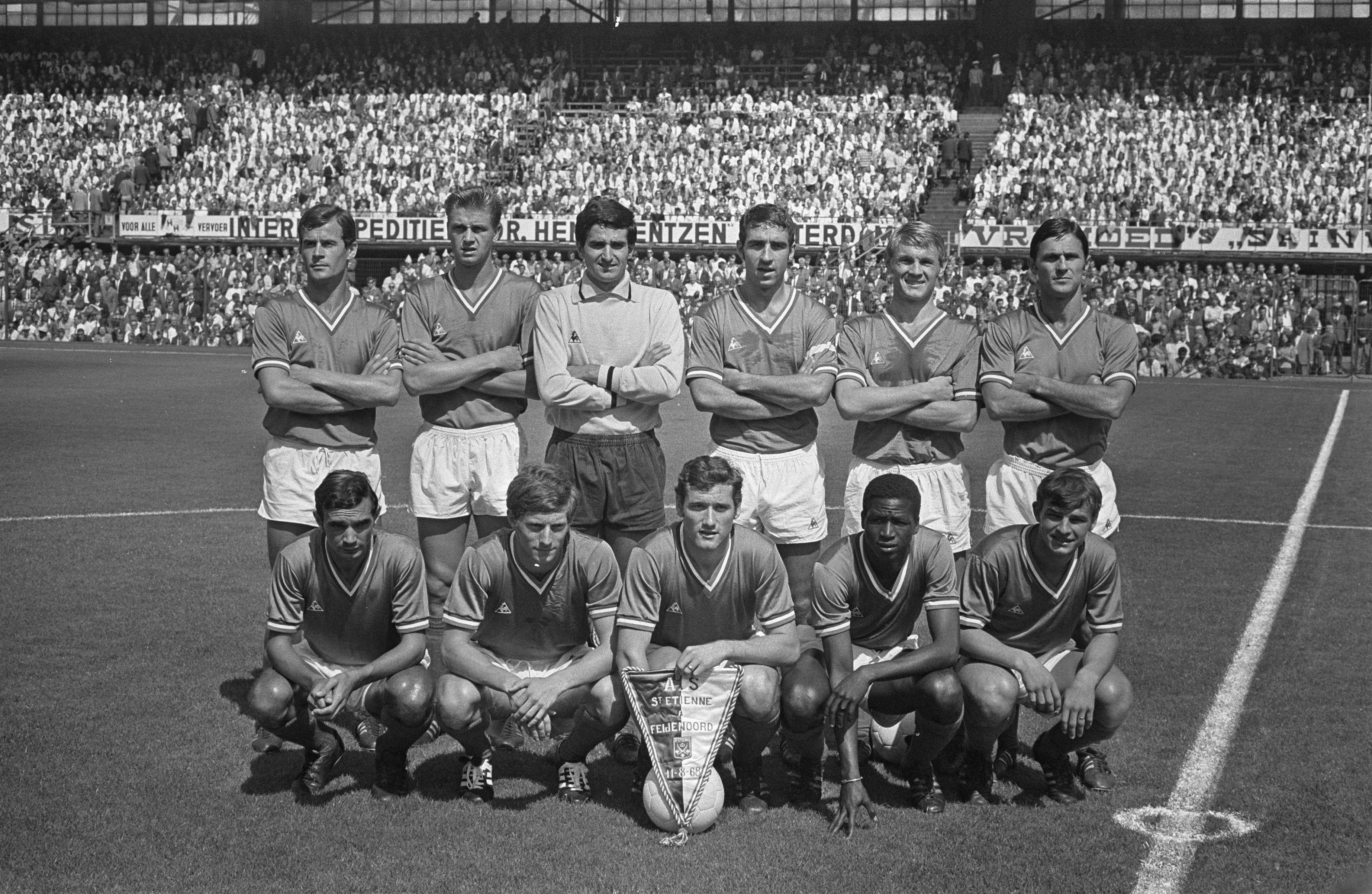
Jacquet (dempeus, segon per l'esquerra) a l'AS Saint-Étienne el 1968.